# Михаил Тухачевски
Михаил Николајевич Тухачевски (рус. Михаил Николаевич Тухачевский; Смоленск, 16. фебруар 1893 — Москва, 12. јун 1937) је био совјетски војни командант, једна од најпознатијих жртава Стаљинове Велике чистке касних тридесетих.

## Биографија
Тухачевски је рођен близу Смоленска, западно од Москве, у аристократској породици. Након што је дипломирао на Александровској војној школи 1914, придружио се Семјеновском гардијском пуку. Као потпоручник у Првом светском рату, Тухачевски одликован за храброст у борби. Након што су га Немци заробили фебруара 1915, бежао је четири пута из заробљеничког логора, хватан је поново и на крају је као непоправљив бегунац затворен у тврђаву Инголштат, где је срео још једног непоправљивог – тадашњег капетана Шарла де Гола.
Његово пето бекство је било успешно и вратио се у Русију у октобру 1917. Након Руске револуције ступио је у Бољшевичку партију. Постао је официр Црвене армије и брзо је напредовао у чиновима због својих великих способности. Током Руског грађанског рата дата му је дужност да брани Москву. Бољшевички комесар рата, Лав Троцки је дао Тухачевском команду над Петом армијом 1919. и Тухачевски је предводио кампању да се преузме Сибир од Белих снага Александра Колчака. Такође је помогао у побеђивању генерала Антона Дењикина на Криму 1920. И Крондштатски устанак и Томбову побуну су угушиле јединице под командом Тухачевског.
Тухачевски је предводио бољшевичке армије током Пољско-совјетског рата 1920. и поразио га је Јозеф Пилсудски изван Варшаве. Током овог рата Тухачевски је први пут дошао у сукоб са Стаљином. Обојица су оптуживала један другог за совјетски неуспех да се заузме Варшава, који је довео до совјетског пораза у рату. Тухачевски је често критикован због непримерене контроле својих снага. Његова наређења су често била кршена, чак и од стране виших официра, што је бољшевичкој армији донело неколико мањих неуспеха током кампање. Са друге стране, Тухачевски је тврдио да није могао да бира своје команданте дивизија или да премести свој штаб из Москве, због политичких разлога. Непријатељство између њега и Стаљина је трајало до 1930их.
Требало би напоменути да је Пилсудском и његовом особљу дата велика предност током Пољско-совјетског рата јер је њихова војна обавештајна служба дешифровала радио-поруке Црвене армије. Оне су биле шифроване примитивним шифрама и кодовима и често су доводиле до невероватних нарушавања безбедности од стране дешифраната. Пољски криптолози и команданти су зато били у могућности да редовно гледају преко рамена совјетским командантима, укључујући и Тухачевског и његовог претпостављеног, Троцког. Занимљиво је да је Црвена армија поновила грешке које је у Првом светском рату учинила њена царска претходница против немачке војске и да је то значајно допринело руском поразу код Таненберга.
Тухачевски је служио као начелник штаба Црвене армије (1925—1928) и као заменик комесара одбране. Он је трансформисао нередовне револуционарне одреде Црвене армије у добро-обучену, професионалну војску. Написао је неколико књига о модерном ратовању и 1931. му је дата водећа улога у реформисању армије. Имао је напредне идеје о модерној стратегији, посебно о употреби тенкова и авијације. Његовим идејама су се супротставили Стаљинови стари другови из грађанског рата, Климент Ворошилов и Семјон Буђони.
Његовој теорији дубоких операција, где би комбиноване формације напале дубоко иза непријатељских линија да би уништиле позадину и логистику непријатеља, су се супротстављали неки у војном врху, али је у великој мери уведена у Црвену армију касних двадесетих и тридесетих. Ова теорија је била изражена као концепт у Пољским регулативама из 1929. Црвене армије и много дубље су је обрађена у Инструкцијама дубоке битке. Концепт је коначно кодификован у Привременим пољским регулативима из 1936. Као рани пример потенцијалних ефикасности дубоких операција може се наћи у совјетској победи над Јапаном у бици код Калкин Гола, где је совјетски корпус под командом следбеника Тухачевског, Георгија Жукова поразио веће јапанске снаге у августу-септембру 1939.
Током великих чистки официра Црвене армије 1937—1939. дубоке операције су на кратко изгубиле утицај, да би касније биле постепено поново усвајане током Великог отаџбинског рата, доводећи до великих победа као што је Курска битка и Операција Багратион.
1935. Тухачевски је постао Маршал Совјетског Савеза, са само 42 године. Јануара 1936. Тухачевски је посетио Уједињено Краљевство, Француску и Немачку. Након тајног суђења, знаног као Случај троцкистичке антисовјетске војне организације, Тухачевски и осам други виших војних команданата је осуђено и погубљено 12. јуна 1937.
31. јануара 1957, Тухачевски и његове колеге су проглашени невиним по свим оптужницама против њих и рехабилитовани. Ипак, и пре и након распада Совјетског Савеза неки писци су тврдили да је заиста било војне завере против Стаљина у коју је Тухачевски био умешан.
У својој књизи Велики терор (1968), британски историчар Роберт Конквест тврди да су немачки агенти, на иницијативу Хајнриха Химлера, кривотворили документе који су доводили Тухачевског у везу са немачким Генералштабом, да би учинили Стаљина сумњичавим према њему, тако слабећи одбрамбене способности Совјетског Савеза. Ови документи, како тврди Конквест, су предати председнику Чехословачке Едварду Бенешу, који их је проследио Стаљину. Ову верзију догађаја је подржао говор из 1961. пољског комунистичког вође Владислава Гомулке, али пошто није поткрепљено новим доказима од распада Совјетског Савеза, питање остаје нерешено.